# Nicolas Le Bellec
Pour les articles homonymes, voir Bellec.
Nicolas Le Bellec, né le 8 décembre 1967 à Chartres, est un footballeur et entraîneur français.

## Carrière

### Enfance et formation
Né à Chartres, Nicolas Le Bellec grandit dans une ville attenante, à Lucé. Il débute le football au FC Lucé-Ouest, fondé par son père en 1975.
À douze ans, Nicolas entre au sport-étude de Tours, avant d'intégrer quatre ans plus tard l'Institut national du football de Vichy. Il y côtoie notamment Bruno Valencony, Franck Dumas, Jean-Luc Courtet ou encore Nicolas Dehon.

### En tant que joueur
En 1993, Nicolas Le Bellec est au chômage après un passage à Perpignan. Il signe à l'Amicale de Lucé entraînée par Noël Tosi, dans la ville où il grandit. En National 3, l'équipe joue les premiers rôles et termine proche de la montée. 
En 1997, jouant avec Clermont en CFA, Le Bellec participe à éliminer le Paris SG vainqueur de la Coupe des coupes l'année précédente, en huitième de finale de la Coupe de France. Menés 4-1, les Auvergnats reviennent à 4-4 avec un but de Le Bellec (celui du 4-3) et se qualifient aux tirs au but.  
Il dispute 116 matchs en Division 2, inscrivant un but.

### En tant qu'entraîneur
Il débute au poste d'entraîneur lors de sa dernière année de contrat avec le Dijon FCO. Lors de la saison 2000-2001, il s'occupe de l'équipe des moins de 19 ans.
En 2001, il devient entraîneur-joueur de l'EDS Montlucon. Il reste une décennie au club, qu'il quitte en avril 2011.
Lors de l'été 2014, il est nommé co-entraîneur du Limoges FC aux côtés de Vincent Gaudron.
En janvier 2016, il quitte son poste d'entraîneur du Limoges FC, alors qu'il lui reste un an et demi de contrat avec le club limousin. Après avoir éliminé l'AJ Auxerre (L2) en Coupe de France, son dernier match dans la cité de la porcelaine est la réception de l'Olympique lyonnais en 32e de finale (0-7). Il remplace Christian Sarramagna au SO Cholet.